# Morgan Weisser
Pour les articles homonymes, voir Weisser.
Morgan Weisser (né le 12 mai 1971 à Venice) est un acteur américain.
Il est le fils de l'acteur Norbert Weisser.